# エフエムわいわい
特定非営利活動法人エフエムわいわいは、兵庫県神戸市でインターネットラジオを配信する非営利団体である。 
かつては特定地上基幹放送事業者として、団体名と同じ放送局名で、神戸市長田区および兵庫区・須磨区・中央区の各一部地域を放送区域とする超短波放送（FM放送）のコミュニティ放送を実施していた。

## 概要
前身は、1995年（平成7年）の阪神・淡路大震災で被災した神戸市で、震災直後から居住者に在日外国人が多い長田区を中心として、多言語放送を行ったミニFM局および、翌年から2016年（平成28年）にかけて同様の多言語放送を行ったコミュニティ放送局である。
1996年（平成8年）に放送局（現特定地上基幹放送局）の免許を取得してコミュニティ放送を開始。当初の免許人は同名の株式会社であったが、2011年（平成23年）に事業譲渡により特定非営利活動法人がその地位を承継した。
- 放送局コンセプトは、多文化・多民族共生のまちづくり。
- 地元長田区を中心とした地域情報を提供するとともに、在日外国人との交流をテーマにした様々な番組編成を展開。
- 放送時間は毎日11:00開始、曜日により22:00から24:00まで放送。
- 放送業務の大半をボランティアが行う。
- 番組編成の基本方針
  - 日本語、韓国・朝鮮語、中国語、ポルトガル語、タガログ語、ベトナム語、タイ語、スペイン語、英語、アイヌ語の10言語で生活・地域・行政情報などを地域在住の日本人、外国人に放送する。
  - 外国語番組では、外国人コミュニティが主体となり地域に発信していく。
  - インターネット放送により「長田」から「世界」へ発信し、言葉・文化・国境のバリアフリーに取り組む。

県内コミュニティ放送各局とラジオ関西が共同で行っているラジネットひょうごにも参加し、情報交換を展開してきた。
可聴範囲は長田区と兵庫区・須磨区・中央区の各一部、放送エリア内世帯数は81,177世帯（2010年7月現在）。
J:COM 神戸・三木西神地区（周波数：77.2MHz）、神戸市周辺と淡路島のUSEN440（I-5ch）での再送信、SimulRadioによるインターネット配信もしていた。
2016年（平成28年）にコミュニティ放送を終了、以後はインターネットラジオのみの運営となった。放送時間は毎日12:00 - 20:00、主な番組を土曜日に放送し他の曜日は基本的に再放送のみ。

## 沿革
ミニFM局として
- 1995年（平成7年）
  - 1月17日 - 阪神・淡路大震災発生
  - 1月30日 - 在日朝鮮・韓国人と日本人向けに朝鮮語をベースとしたミニFM「FMヨボセヨ」が開局
  - 4月16日 - ベトナム語、タガログ語、スペイン語、英語と日本語で番組を提供するミニFM「FMユーメン」が開局
  - 7月 - 両局が合併し、ミニFM「FMわいわい」開局
  - 10月 - 中国語放送開始
  - 10月14日 - コミュニティ放送局開局を目指すため、同日で一旦放送休止

この時点で7言語放送であった。
被災した在日外国人へのきめ細かい情報提供が評価され、井植文化賞・国際交流部門賞を受賞。
コミュニティ放送局として
- 1995年（平成7年）
  - 12月12日 - 株式会社エフエムわいわい設立

- 1996年（平成8年）
  - 1月9日 - 放送局の予備免許取得（コールサイン：JOZZ7AE-FM、周波数：77.8MHz、空中線電力：10W）
  - 1月17日 - 放送局の免許を取得し、震災1周年にあわせて開局

- 2008年（平成20年）7月4日 - SimulRadioに加盟
- 2010年（平成22年）7月3日 - 特定非営利活動法人エフエムわいわい設立
- 2011年（平成23年）
  - 1月20日 - 特定非営利活動法人エフエムわいわい設立の認証
  - 4月1日 - 株式会社エフエムわいわいから特定非営利活動法人エフエムわいわいに事業譲渡

- 2016年（平成28年）3月31日 - コミュニティ放送を終了
  - FM放送の設備は維持し、災害時に臨時災害放送局として多言語放送できるよう神戸市と協定締結

インターネットラジオ局として
- 2016年（平成28年）
  - 4月1日 - インターネット放送局として出発
  - 7月16日 - インターネットラジオ本放送開始

## 災害地域への支援
- 2004年（平成16年）の台風23号や新潟県中越地震の被災地のコミュニティ放送（豊岡市の「FM JUNGLE」や長岡市の「FMながおか」）に対して、公的機関からの被災者向け情報を外国語へ翻訳する作業を行った。